# ニコライ (キエフと全ルーシの府主教)
ニコライ（Николай , ? - ?）はキエフと全ルーシの府主教（在位：1092年?-1104年?）。ビザンツ出身。

## 経歴
彼については二つの年代記記事だけが残されている。
1097年に、キエフ貴族および市民の依頼により、フセヴォロド1世の寡婦アンナ(ru)と共に、諸公間の争いの仲介役としての役目を果たした。
1101年には、対立していた大公スヴャトポルク2世とその甥ヤロスラフとの間を取りもち、和解させた。
ノヴゴロド主教ニキータの叙聖は恐らくニコライによるものである。